# فرناندو أراوخو بيردومو
فرناندو أراوخو بيردومو (بالإسبانية: Fernando Araújo Perdomo)‏ هو سياسي كولومبي حزب المحافظين ولد في يوم 27 يونيو 1955 في مدينة قرطاجنة في كولومبيا. أكمل دراسة الهندسة المدنية في جامعة خافييريان الأسقفية. أصبح وزير خارجية كولومبيا من سنة 2007 إلى سنة 2008 في حكومة ألفارو أوريبي بيليث. كما شغل في السابق منصب وزير التطوير الاقتصادي من سنة 1998 إلى سنة 1999 في حكومة أندريس باسترانا أرانغو.